# Albrunbagge
Albrunbagge (Abdera affinis) är en skalbaggsart som först beskrevs av Gustaf von Paykull 1799.  Albrunbagge ingår i släktet Abdera, och familjen brunbaggar. Arten är reproducerande i Sverige.